# Caja de Ahorros de Málaga
La Caja de Ahorros de Málaga (Caja de Ahorros Provincial de Málaga) fue una caja de ahorros fundada en Málaga en 1949. En 1991 se unió con la Caja de Ahorros y Monte de Piedad de Cádiz, el Monte de Piedad y Caja de Ahorros de Almería, la Caja de Ahorros y Préstamos de Antequera y el Monte de Piedad y Caja de Ahorros de Ronda para constituir el Monte de Piedad y Caja de Ahorros de Ronda, Cádiz, Almería, Málaga y Antequera, comercialmente conocida como Unicaja.
La caja más joven de las cinco que integrarían Unicaja, nació por iniciativa pública de la Diputación de Málaga. En sus inicios, para fomentar el ahorro, dotaba con la imposición de una peseta a todo recién nacido en la provincia.